# Apochthonius
Genre
Apochthonius est un genre de pseudoscorpions de la famille des Chthoniidae.

## Distribution
Les espèces de ce genre se rencontrent aux États-Unis et au Canada.

## Liste des espèces
Selon Pseudoscorpions of the World (version 3.0) :
- Apochthonius coecus (Packard, 1884)
- Apochthonius colecampi Muchmore, 1967
- Apochthonius diabolus Muchmore, 1967
- Apochthonius forbesi Benedict, 1979
- Apochthonius grubbsi Muchmore, 1980
- Apochthonius hobbsi Muchmore, 1994
- Apochthonius holsingeri Muchmore, 1967
- Apochthonius hypogeus Muchmore, 1976
- Apochthonius indianensis Muchmore, 1967
- Apochthonius intermedius Chamberlin, 1929
- Apochthonius irwini Schuster, 1966
- Apochthonius knowltoni Muchmore, 1980
- Apochthonius magnanimus Hoff, 1956
- Apochthonius malheuri Benedict & Malcolm, 1973
- Apochthonius maximus Schuster, 1966
- Apochthonius minimus Schuster, 1966
- Apochthonius minor Muchmore, 1976
- Apochthonius moestus (Banks, 1891)
- Apochthonius mysterius Muchmore, 1976
- Apochthonius occidentalis Chamberlin, 1929
- Apochthonius paucispinosus Muchmore, 1967
- Apochthonius russelli Muchmore, 1976
- Apochthonius titanicus Muchmore, 1976
- Apochthonius typhlus Muchmore, 1967

## Publication originale
- (en) Joseph Conrad Chamberlin, « A synoptic classification of the false scorpions or chela-spinners, with a report on a cosmopolitan collection of the same. Part 1. The Heterosphyronida (Chthoniidae) (Arachnida-Chelonethida) », Annals and Magazine of Natural History, 10e série, vol. 4, no 19,‎ juillet 1929, p. 50-80 (ISSN 0374-5481, OCLC 4806285231, DOI 10.1080/00222932908673028, présentation en ligne).